# Köklük, Çaybaşı
Köklük là một xã thuộc huyện Çaybaşı, tỉnh Ordu, Thổ Nhĩ Kỳ. Dân số thời điểm năm 2010 là 1.206 người.